# Liste der Naturdenkmale in Krauschwitz (Sachsen)
Die Liste der Naturdenkmale in Krauschwitz umfasst Naturdenkmale der sächsischen Gemeinde Krauschwitz.

## Definition
„Naturdenkmäler sind rechtsverbindlich festgesetzte Einzelschöpfungen der Natur oder entsprechende Flächen bis zu fünf Hektar, deren besonderer Schutz erforderlich ist
1. aus wissenschaftlichen, naturgeschichtlichen oder landeskundlichen Gründen oder
2. wegen ihrer Seltenheit, Eigenart oder Schönheit.“

„§ 18 – Naturdenkmäler – (zu § 28 BNatSchG)
(1) Die Erklärung nach § 22 Abs. 1 BNatSchG von Teilen von Natur und Landschaft als Naturdenkmal erfolgt durch Rechtsverordnung oder Einzelanordnung.
(2) Über § 28 Abs. 1 BNatSchG hinaus können Naturdenkmäler zur Sicherung von Lebensgemeinschaften oder Lebensstätten von im Bestand gefährdeten oder streng geschützten Arten festgesetzt werden.“

## Naturdenkmale
Diese Auflistung unterscheidet zwischen Flächennaturdenkmalen (FND) mit einer Fläche bis zu 5 ha (bei Verordnung nach DDR-Recht auch mehr) und Einzel-Naturdenkmalen (ND).
Link zu einem Kartenansichtstool, um Koordinaten zu setzen.
| Bild | Bezeichnung                          | Lage                                           | Beschreibung | Datum | Nummer |
| ---- | ------------------------------------ | ---------------------------------------------- | ------------ | ----- | ------ |
| BW   | Stieleiche, Parkplatz Keulahütte     | Krauschwitz (51° 30′ 53,2″ N, 14° 43′ 5,4″ O)  | ND           |       |        |
| BW   | Eiche am Netto-Parkplatz Krauschwitz | Krauschwitz (51° 30′ 58,9″ N, 14° 43′ 0,9″ O)  | ND           |       |        |
| BW   | Stieleiche Heinrich-Heine-Str. 41    | Krauschwitz (51° 30′ 56,9″ N, 14° 43′ 20,5″ O) | ND           |       |        |
| BW   | Stieleiche an der Muskauer Straße 69 | Krauschwitz (51° 31′ 16,9″ N, 14° 43′ 23,1″ O) | ND           |       |        |

## Ehemalige Naturdenkmale
Link zu einem Kartenansichtstool, um Koordinaten zu setzen.
| Bild | Bezeichnung                          | Lage                                          | Beschreibung | Datum     | Nummer |
| ---- | ------------------------------------ | --------------------------------------------- | --- | --------- | ------ |
| BW   | 6 Eichen auf dem Kirchberg Podrosche | Podrosche (51° 28′ 9,2″ N, 14° 56′ 45,3″ O)   | ND aufgehoben, 3 Eichen 2015 stark eingekürzt, 3 andere stark abgängig. Zudem bereits nach § 2 des Sächsischen Denkmalschutzgesetzes geschützt. | 1936–2020 |        |
| BW   | Linde am Kirchberg Podrosche         | Podrosche (51° 28′ 10,3″ N, 14° 56′ 46,3″ O)  | ND aufgehoben, da bereits nach § 2 des Sächsischen Denkmalschutzgesetzes geschützt                                                              | 1936–2020 |        |
| BW   | Stieleiche an der Turnerstraße 11    | Krauschwitz (51° 31′ 3,3″ N, 14° 43′ 24,4″ O) | ND aufgehoben, ungünstiger Standort, nicht schutzfähig                                                                                          | 1936–2020 |        |
| BW   | Linde Dorfplatz Pechern              | Pechern (51° 29′ 12″ N, 14° 51′ 42,9″ O)      | ND aufgehoben, ungünstiger Standort, nicht schutzfähig                                                                                          | 1936–2020 |        |
| BW   | Stieleiche an der Turnerstraße 9     | Krauschwitz (51° 31′ 3,2″ N, 14° 43′ 22,9″ O) | ND aufgehoben, ungünstiger Standort, nicht schutzfähig                                                                                          | 1936–2020 |        |